# Roger Buch
Roger Buch (født 21. oktober 1967 i Randers) er en dansk ph.d. i statskundskab og forskningslektor i samfundsfag ved Danmarks Medie- og Journalisthøjskole samt centerleder for Media Maker Space sammesteds.
Buch blev uddannet cand.scient.pol. fra Aarhus Universitet i 1993 og ph.d. i statskundskab fra Syddansk Universitet i 1996. Fra 1996 til 2004 var han ansat ved Institut for Statskundskab samme sted, først som forskningsassistent, fra 1996 som adjunkt, for i 2001 at blive lektor. Han har som forsker helliget sig kommunalpolitik, kommunalreformer, medier og politik samt vælgernes forhold til EU. Derudover er han blandt de mest citerede samfundsforskere og har ofte optrådt i både elektroniske og skrevne medier.